# Cinachyrella albaobtusa
Cinachyrella albaobtusa är en svampdjursart som först beskrevs av Lendenfeld 1907.  Cinachyrella albaobtusa ingår i släktet Cinachyrella och familjen Tetillidae.
Artens utbredningsområde är havet utanför Papua Nya Guinea. Inga underarter finns listade i Catalogue of Life.